# Robert Rich, II conte di Warwick
Robert Rich, secondo conte di Warwick (5 giugno 1587 – 19 aprile 1658), è stato un militare e ammiraglio inglese.

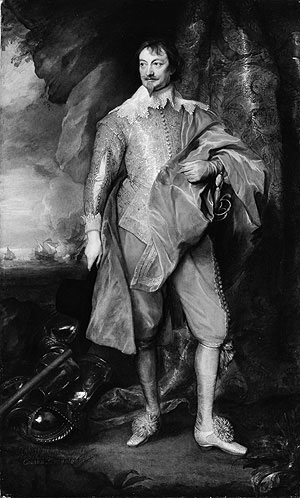
Ritratto del conte di Warwick eseguito da Antoon van Dyck.

Robert era il figlio maggiore di Robert Rich, I conte Warwick e di sua moglie Penelope Blount. Nel 1619 successe al padre nel titolo di conte di Warwick, divenendo secondo conte; il suo fratello minore, Henry Rich divenne invece conte di Holland. Pur essendo pari del regno, Robert Rich non entrò mai a far parte della corte. Dotato, secondo le fonti, di grande energia e spirito dell'avventura, spostò i suoi interessi verso le colonie del Nuovo Mondo. Tra il 1615 e il 1630 fu uno dei protagonisti della colonizzazione della Nuova Inghilterra, espandendo i suoi interessi economici alle Bermude, al Rio delle Amazzoni, alla Guinea. Nel 1625 prese in moglie Susan Halliday e nel 1628 entrò a far parte della Compagnia Inglese delle Indie Orientali. 
Un anno prima, nel 1627 aveva ricevuto da re Carlo I d'Inghilterra la patente di pirata per danneggiare la flotta commerciale spagnola. Come pirata Warwick non ebbe fortuna: mancò di intercettare carichi d'oro provenienti dal Brasile e venne quasi catturato dagli spagnoli a Gibilterra.
Tornato in Inghilterra, si schierò contro la politica di Carlo I, divenendo un difensore del Parlamento puritano. In questo si distinse dal fratello conte di Holland, che finì giustiziato poco dopo il re. Allo scoppio della guerra civile ottenne dal Parlamento la carica di Lord High Admiral e fu capo supremo della flotta per tutta la durata del conflitto. Si spense nel 1658 e il suo titolo passò al figlio Robert.